# Lampyroidea syriaca
Lampyroidea syriaca is een keversoort uit de familie glimwormen (Lampyridae). De wetenschappelijke naam van de soort werd voor het eerst geldig gepubliceerd in 1875 door A. Costa.